# Bung (jazyk)
Bung je neklasifikovaný jazyk, kterým mluví asi 3 lidé (údaj je z roku 1995) v obci Boung ve středním Kamerunu.
Většina mluvčích jazyka je staršího věku, ale existuje jeden mladík, co bungem mluví velmi dobře, přestože to není jeho mateřský jazyk.
Není známo do které jazykové skupiny patří, je však pravděpodobné, že patří mezi nigerokonžské jazyky, vedou se i spory, do jaké patří podskupiny. Kvůli nedostatku dat není ale bung zařazen do žádné jazykové skupiny.